# Prix du Baron-de-Courcel
Le prix du Baron-de-Courcel, de la fondation Courcel, est un ancien prix d’histoire, créé en 1898, décerné tous les neuf ans par l'Académie française.

## Liste des lauréats
- 1898 : Maurice Prou pour La Gaule mérovingienne
- 1901 : Mme A. Jeunesse pour Légendes françaises
- 1902 : Georges Gourdon (1852-1915) pour Chansons de geste et poèmes divers
- 1907 : Jean-Martial Besse pour Les Moines de l’ancienne France
- 1916 : Paul Tuffrau pour La Légende de Guillaume d’Orange
- 1925 : Léon Levillain pour Études sur l’Abbaye de Saint-Denis à l’époque mérovingienne
- 1934 : Abbé Elie Griffe (1899-1978) pour Histoire religieuse des anciens pays de l’Aude
- 1943 : Arthur Kleinclausz pour Eginhard
- 1952 : Dr Labouré pour Hildigoth
- 1961 : Abbé Gaston Sergheraert alias Christian Gérard (1886-1984) pour Syméon le Grand
- 1970 : Guy Fourquin (1923-1988) pour Histoire économique de l’Occident médiéval
- 1979 : May Vieillard-Troiekouroff (1917-1991) pour Les monuments religieux de la Gaule d’après les œuvres de Grégoire de Tours
- 1988 : 
  - Pierre Riché pour Gerbert d’Aurillac, le pape de l’an mil (médaille de bronze)
  - Yves Sassier pour Hugues Capet (médaille d’argent)